# توماس كامبيون
كان توماس كامبيون (يُكتب أيضًا كامبيان؛ 12 فبراير 1567 - 1 مارس 1620) ملحنًا وشاعرًا وطبيبًا إنجليزيًا. وُلد في لندن وتلقى تعليمه في كامبريدج ودرس القانون في كلية غريز إن في لندن. ألف أكثر من مئة أغنية على العود الأوروبي، ومسرحيات ماسك للرقص، وأطروحة فنية مرجعية عن الموسيقا.

## الأشعار والأغاني

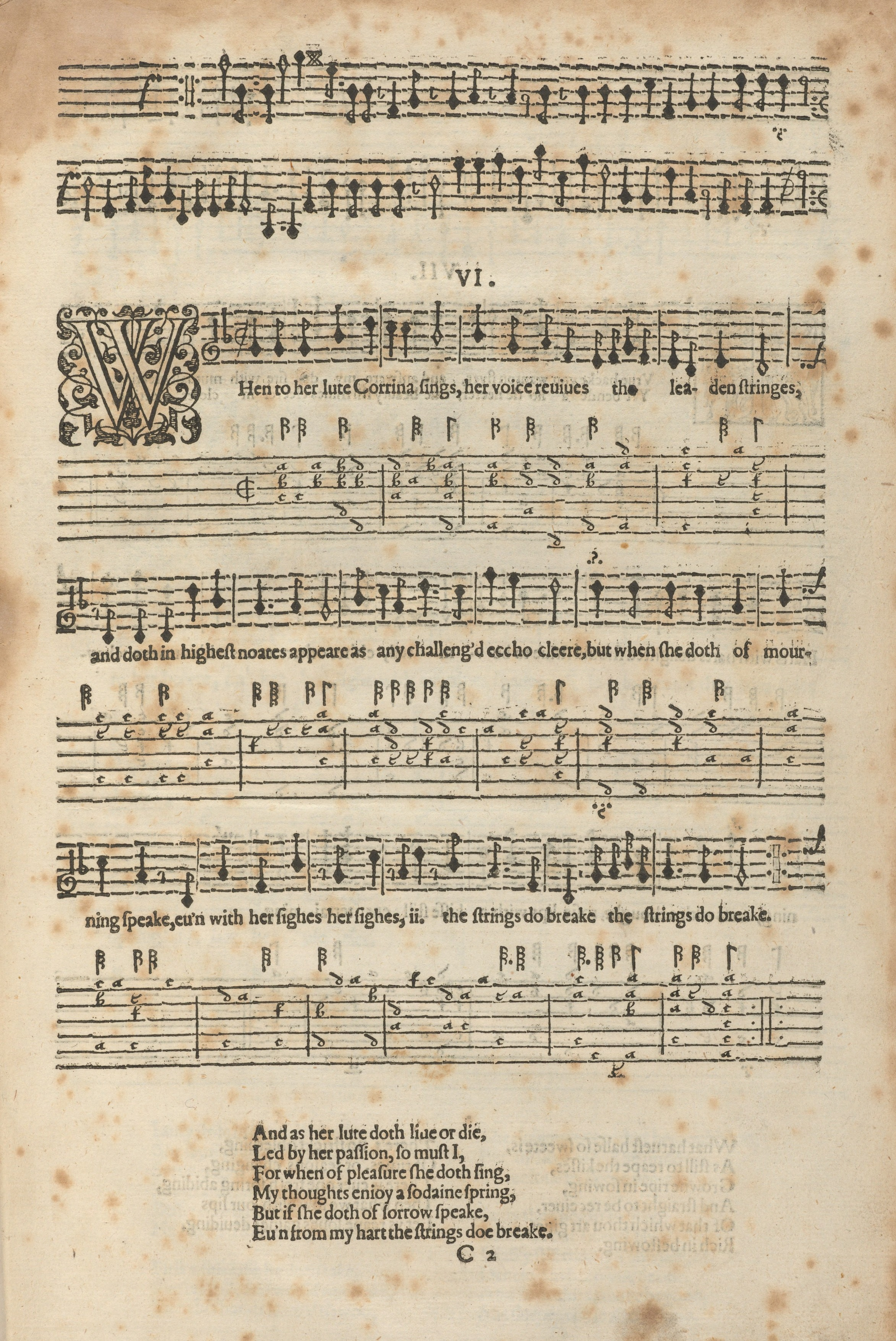
صفحة من نوتة الموسيقى من كتاب آيرز، الذي تم إعداده ليكون أغنية للعود والأورفير والكمان الأساسي، من تأليف فيليب روسيتير (1568-1623)، مطبوع في لندن، 1601. STC 21332، مكتبة هوتون، جامعة هارفارد

قدم كامبيون كثيرًا من الأعمال. ظهر عمله الأول على هيئة مجموعة من خمس قصائد مجهولة المؤلف مُضمنة في كتاب أغاني نبلاء وسادة مختلفين الملحق بطبعة نيومان لكتاب أستروفيل آند ستيلا للسير فيليب سيدني، التي نُشرت عام 1591. في عام 1595، نُشرت مجموعة قصائد، مجموعة رثاء ومديح ومواعظ وهي مجموعة من الأشعار اللاتينية أكسبته شهرة كبيرة. تلا ذلك في عام 1601 كتاب الأغاني، وفيه كلمات من تأليفه وموسيقا من تأليفه وفيليب روسيتير. في العام التالي نشر كتابه ملاحظات عن فن الشعر الإنجليزي، «ضد عادة التقفية الابتذالية غير الفنية»، وفيها دعم الشعر الخالي من القافية والوزن كالشعر الكلاسيكي. انتُقدت نظريات كامبيون من قبل صموئيل دانييل في كتاب «دفاع عن القافية» (1603).
في عام 1607، كتب ونشر مسرحية رقصية بمناسبة زواج اللورد هايز، وفي عام 1613، أصدر مجلدًا بعنوان «أغانٍ حدادية: رثاءً لوفاة الأمير هنري المبكرة»، من تلحين جون كوبر (المعروف أيضًا باسم كوبراريو). كتب في نفس العام ثلاث مسرحيات رقصية: ماسك اللوردات بمناسبة زواج الأميرة إليزابيث؛ ومسرحية للترفيه عن الملكة آن في كافيرشام هاوس؛ والمسرحية الثالثة بمناسبة زواج إيرل سومرست من سيئة الصيت فرانسيس هوارد، كونتيسة إسيكس. إذا كان كتابا الأغاني (كلاهما من تأليفه كلماتٍ وموسيقا) ظهرا أيضًا في العام نفسه، فقد كان ذلك عامًا حافلًا له.
في عام 1615، نشر كتابًا عن الطباق «طريقة جديدة لوضع أربعة أصوات طباقية باستخدام قاعدة بسيطة وفعالة»، وهي أطروحة فنية ظلت سنواتٍ الكتاب المدرسي القياسي عن هذا الموضوع. وضُمنت مع تعليقات كريستوفر سمبسون، في كتاب مقدمة بليفورد الموجزة عن مهارة الموسيقا ونُشرت نسختان بحلول عام 1660.
في وقت ما في عام 1617 أو بعده ظهر كتابا الأغاني الثالث والرابع. في عام 1618 ظهرت الأغاني التي غُنيت وعُزفت في قلعة بروغهام لتسلية الملك، وكانت الموسيقا من تأليف جورج ماسون وجون إيرسدين، بينما كانت الكلمات من تأليف كامبيون على الأرجح. في عام 1619، نشر كتاب المقطوعات الثاني وهو إعادة طباعة لمجموعة أعماله عام 1595 مع كثير من الحذف والإضافات والتصحيحات.